# Synallaxis spixi
A Synallaxis spixi é uma espécie de ave sul-americana da família dos furnariídeos. Tais aves medem cerca de 16 cm de comprimento, com o dorso e cauda pardo-oliváceos, vértice e asa castanhos e mancha gular negra. Também são conhecidas pelos nomes de bentererê, bentereré, joão-penenê, joão-teneném, joão-tiriri e tenenê.